# Quartier Fouda
Quartier Fouda est un quartier de la ville de Yaoundé, capitale du Cameroun, situé dans l'arrondissement de Yaoundé V subdivision de la Communauté Urbaine de Yaoundé.

## Histoire
De son appellation originelle Nkol Eson, la localité doit son nom à André Fouda Anaba, du clan Mvog Ada.
Originaire du village Ebom situé dans l'actuel arrondissement de Yaoundé III, André Fouda Anaba se bâtit un petit paradis dans la localité de Djoungolo pourtant pas natif de cette zone,.
Homme rigoureux dans ses principes et soucieux du bien-être des populations de Yaoundé, l'essentiel de sa carrière se déroule à Douala, Akonolinga et surtout au bureau central des Postes de Yaoundé où il prendra sa retraite en 1954. Entre-temps il entama une carrière politique qui lui valut le poste de Maire de la commune de Yaoundé et par la suite plusieurs distinctions honorifiques qui représentent des marques de reconnaissance et de gratitude pour ses loyaux services,,.

## Géographie
Replié entre les rivières Ebogo et Mfoundi qui le séparent des quartiers Essos et Elig Essono, le quartier est limité au Nord par Mfandena et au Sud par Mvog Ada. Le quartier est situé dans le sud-ouest de la région Yaoundé V.

## Institution
- Fonds National de l'Emploi (FNE)[9]

## Éducation
- Citis Powerbache Éducation[10]
- Institut supérieur de technologie avancée et de gestion (ISTAG)[11]
- École maternelle Fouda Mekinda
- Complexe scolaire Saint-André
- École Publique du quartier Fouda

## Lieux de culte
- Mission Apostolique du Samaritain de Sion
- Mosquée centrale du quartier Fouda
- Winner Chapel (christian)

## Santé
- Centre Médical Sainte Bernadette
- Clinique Fouda

## Hotels
- Hotel Jouvence 2000
- Hotel Mansel
- Hotel Le Diplomate
- Luxxor Hotel